# Korana Longin
Korana Longin, coniugata Zanze (Zara, 13 giugno 1973), è un'ex cestista croata.

## Carriera
Con la Croazia ha disputato due edizioni dei Campionati europei (1995, 1999).